# Reginald Davani
Reginald Davani (Port Moresby, 5 febbraio 1980) è un allenatore di calcio ed ex calciatore papuano, commissario tecnico dei Morobe Kumuls.

## Biografia
Ha un fratello di nome Alex, anche lui calciatore.

## Carriera
Ha giocato nella massima serie dei campionati papuano, australiano e salomonese.
Nel 2002 ha esordito con la nazionale papuana.